# Accadis Hochschule Bad Homburg
Koordinaten: 50° 12′ 45,6″ N, 8° 39′ 1,4″ O

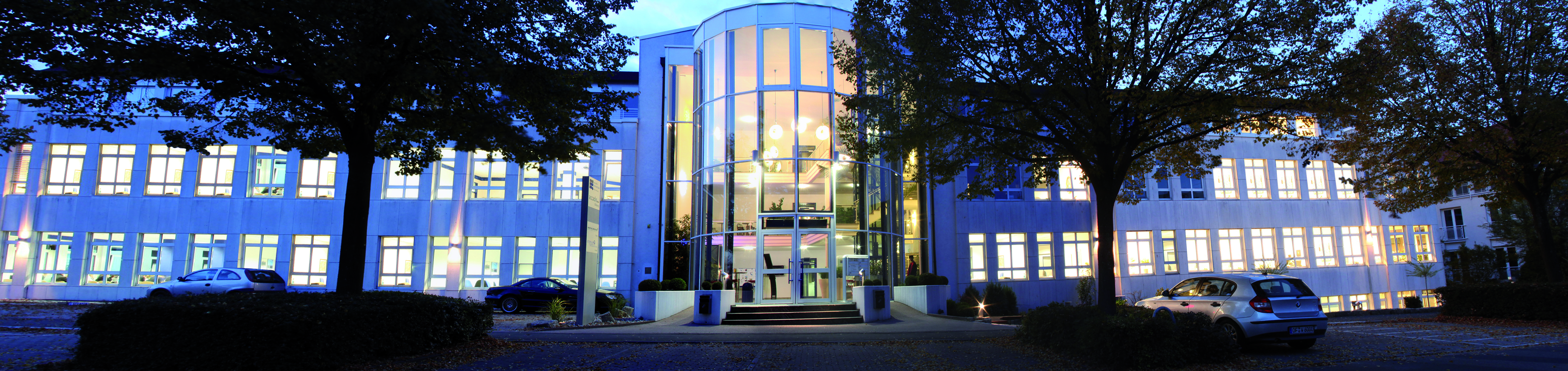
Campus accadis Bad Homburg

Die accadis Hochschule Bad Homburg (ehemals International Business School Bad Homburg) ist eine private staatlich anerkannte Hochschule im hessischen Bad Homburg vor der Höhe.
Träger ist die accadis Bildung GmbH.
1990, dem Jahr der Gründung, war sie eine der ersten Business Schools in Deutschland, die in Kooperation mit amerikanischen und britischen Partneruniversitäten Bachelor-Grade vergab.
Seit 2004 ist sie als Fachhochschule vom Hessischen Ministerium für Wissenschaft und Kunst staatlich genehmigt, seit 2007 staatlich anerkannt. Präsident war von 2004 bis 2016 Werner Meißner. Im Juni 2016 übernahm der langjährige Studienleiter Florian Pfeffel das Amt des Präsidenten.

## Studiengänge
Die Hochschule bietet dreijährige Bachelorstudiengänge in den Studiengängen international Business und Management mit verschiedenen Schwerpunkten wie Digitalisierung, IT, Sport, Kommunikation und Tourismus, Marketing, Event Management oder generalistischer BWL an. Die Studiengänge können in Vollzeit oder dual studiert werden. Ein berufsbegleitendes Bachelorstudium bietet die Hochschule in International Business Management an. Es dauert drei Jahre. Alle diese Bachelorstudiengänge führen zum Abschluss Bachelor of Arts, der Studiengang Business IT Consulting führt zum Abschluss Bachelor of Science. Im Bachelorstudium sind Deutsch und Englisch Vorlesungssprache.
Außerdem gibt es fachlich verwandte Masterstudiengänge, die ebenfalls international ausgerichtet sind und in Vollzeit, dual oder berufsbegleitend studiert werden können. Sie führen zu den Abschlüssen Master of Arts oder Master of Business Administration.
Die Hochschule bietet ferner Masterstudiengänge in den Bereichen international Management, Marketing, Digitalisierung, Supply Chain Management, Sports Management und Health Care Management an. In den Masterprogrammen werden die Vorlesungen in englischer Sprache gehalten.

## Entstehung und Kooperationen
Die Hochschule geht auf die 1980 gegründete FTO Bad Homburger Akademie für Betriebswirtschaft und Fremdsprachen zurück, die 1983 Mitglied im Bundesverband der Schulen in freier Trägerschaft und 1985 Mitglied und anerkannte Ausbildungsstätte der ESA – European Schools for Higher Education in Administration and Management wurde. 1990 fand die Gründung als International Business School statt, 1993 konnten die ersten Studierenden den Abschluss Bachelor of Business Administration erhalten. 1997 wurde das European Credit Transfer System in allen Studiengängen eingeführt, 1998 ein modulares System mit verschiedenen Studienschwerpunkten.
Die Hochschule pflegt Kooperationen zu Hochschulen in Großbritannien, Finnland, Frankreich, Spanien, Niederlande, USA, Südafrika und China.

## Akkreditierungen
2002 wurde die Hochschule erstmals durch die Zentrale Evaluations- und Akkreditierungsagentur akkreditiert. 2004 folgte die Akkreditierung der Bachelor-Studiengänge durch die Foundation for International Business Administration Accreditation sowie die Genehmigung der Hochschule durch das Hessische Ministerium für Wissenschaft und Kunst, 2007 erfolgte die vorläufige Anerkennung als private Fachhochschule. 2010 hat der Wissenschaftsrat die Hochschule für fünf Jahre akkreditiert. Daraufhin erweiterte die Hochschule auf Anraten des Wissenschaftsrats ihr Masterprogramm und die „zu wenig ausgeprägte Forschungsbasierung“. Außerdem erhöhte die Bildungseinrichtung die Anzahl an Vollzeitprofessuren. 2014 erfolgte die Systemakkreditierung. Im gleichen Jahr erhielt die Hochschule von der Foundation for International Business Administration Accreditation das Gütesiegel für hochschulinterne Qualitätssicherung. Im Oktober 2015 und im Oktober 2020 wurde die Hochschule durch den Wissenschaftsrat für jeweils weitere fünf Jahre reakkreditiert.